# Rhosnes
Rhosnes är ett vattendrag i Belgien. Det ligger i den västra delen av landet, 60 km väster om huvudstaden Bryssel.
Trakten runt Rhosnes består till största delen av jordbruksmark. Runt Rhosnes är det tätbefolkat, med 331 invånare per kvadratkilometer.